# Golubki
Golubki [ɡɔˈlupki] (deutsch Gollubien, 1938 bis 1945 Kalkhof) ist ein Dorf in der polnischen Woiwodschaft Ermland-Masuren und gehört zur Landgemeinde Kowale Oleckie (Kowahlen, 1938 bis 1945 Reimannswalde) im Powiat Olecki (Kreis Oletzko, 1933 bis 1945 Kreis Treuburg).

## Geographische Lage
Golubki liegt im Nordosten der Woiwodschaft Ermland-Masuren am Jezioro Golubie, acht Kilometer nordwestlich der Kreisstadt Olecko (Marggrabowa, 1928 bis 1945 Treuburg).

## Geschichte
Das ehemals Gollubien, später mit dem Zusatz Kirchspiel Marggrabowa (Kirchspiel Treuburg) genannte Dorf wurde 1874 in den neu errichteten Amtsbezirk Seedranken (polnisch Sedranki) eingegliedert. Dieser gehörte bis 1945 zum Kreis Oletzko – 1933 bis 1945 umbenannt in „Kreis Treuburg“ – im Regierungsbezirk Gumbinnen der preußischen Provinz Ostpreußen.
340 Einwohner verzeichnete Gollubien im Jahre 1910. Ihre Zahl stieg bis 1933 auf 403 und belief sich 1939 auf 415. 
Aufgrund der Bestimmungen des Versailler Vertrags stimmte die Bevölkerung im Abstimmungsgebiet Allenstein, zu dem Gollubien gehörte, am 11. Juli 1920 über die weitere staatliche Zugehörigkeit zu Ostpreußen (und damit zu Deutschland) oder den Anschluss an Polen ab. In Gollubien stimmten 225 Einwohner für den Verbleib bei Ostpreußen, auf Polen entfiel keine Stimme.
Am 3. Juni (amtlich bestätigt am 16. Juli) wurde Gollubien, Kirchspiel Treuburg in „Kalkhof“ umbenannt. 1945 kam das Dorf in Kriegsfolge mit dem südlichen Ostpreußen zu Polen und erhielt die polnische Namensform „Golubki“. Bis 1945 war es Sitz der „Gmina Golubie“. Heute ist es Sitz eines Schulzenamtes (polnisch Sołectwo) und eine Ortschaft im Verbund der Landgemeinde Kowale Oleckie im Powiat Olecki, bis 1998 der Woiwodschaft Suwałki, seither der Woiwodschaft Ermland-Masuren zugehörig.

## Religionen
Vor 1945 lebte in Gollubien eine überwiegend evangelische Bevölkerung. Sie war in das Kirchspiel der Kirche in Marggrabowa (1928 bis 1945 Treuburg, polnisch Olecko) im Kirchenkreis Oletzko/Treuburg in der Kirchenprovinz Ostpreußen der Kirche der Altpreußischen Union eingepfarrt. Die wenigen katholischen Kirchenglieder gehörten zur Pfarrkirche ebenfalls in Marggrabowa/Treuburg, damals im Bistum Ermland gelegen.
Heute sind die wenigen in Golubki lebenden evangelischen Kirchenglieder der Pfarrei in Suwałki mit der Filialkirche in Gołdap zugeordnet. Sie ist Teil der Diözese Masuren der Evangelisch-Augsburgischen Kirche in Polen. Für die zahlreichen Katholiken besteht jetzt eine Pfarrkirche im benachbarten Judziki (Judzicken, 1938 bis 1945 Wiesenhöhe) im Bistum Ełk (Lyck) der Katholischen Kirche in Polen.

## Verkehr
Golubki liegt an der polnischen Landesstraße DK 65 (einstige deutsche Reichsstraße 132), von der aus eine Stichstraße in den Ort führt. Eine Bahnanbindung besteht nicht mehr, seit die Bahnstrecke Ełk–Tschernjachowsk (Lyck–Insterburg) mit der  nächstgelegenen Bahnstation Stoosznen (1938 bis 1945: Stosnau, polnisch Stożne) für den Personenverkehr außer Betrieb gestellt wurde.